# Aeropuerto de Kumejima
El Aeropuerto de Kumejima (en japonés 久米島空港 Kumejima Kūkō) (IATA: UEO, OACI: ROKJ) es un aeropuerto en Kumejima, una ciudad e isla en la Prefectura de Okinawa de Japón.
Dicha prefectura gestiona el aeropuerto, que está clasificado como de tercera clase.  

## Aerolíneas y destinos
- Japan Airlines
  - Japan Transocean Air (Naha, Tokio)
    - Ryukyu Air Commuter (Naha)